# Världsmästerskapet i ishockey för damer 2003
Världsmästerskapet i ishockey för damer 2003 skulle spelats mellan den 3 och 9 april i Peking i Folkrepubliken Kina. Men A-gruppen ställdes in på grund av SARS, och det var för sent att sätta in reservspelplatser. Däremot spelades Division I, II och III på olika håll runtom i världen. Div I vanns av Japan, som därmed avencerade upp i A-gruppen till världsmästerskapet 2004.

## Grupperna

### Grupp A
- Kanada
- Finland
- Schweiz
- Tyskland

### Grupp B
- Kina
- Ryssland
- Sverige
- USA